# Stigmatocythere costa
Stigmatocythere costa is een mosselkreeftjessoort uit de familie van de Trachyleberididae. De wetenschappelijke naam van de soort is voor het eerst geldig gepubliceerd in 1977 door Hu.